# Campionati europei di tuffi 2013 - Piattaforma 10 metri sincro maschile
La gara della piattaforma sincro da 10 metri maschile dei campionati europei di tuffi 2013 è stata disputata il 22 giugno 2013 presso la Piscina Nettuno di Rostock in Germania e vi hanno partecipato 6 coppie di atleti. Il turno preliminare si è svolto al mattino e la finale ha avuto luogo nel pomeriggio.

## Medaglie
| Posizione | Atleta                                  | Paese    |
| --------- | --------------------------------------- | -------- |
| Oro       | Patrick Hausding Sascha Klein           | Germania |
| Argento   | Viktor Minibaev Artëm Česakov           | Russia   |
| Bronzo    | Oleksandr Horškovozov Dmytro Mezhenskyi | Ucraina  |

## Risultati
| Pos. | Atlete                                  | Nazionalità | Eliminatorie | Eliminatorie | Finale | Finale |
| Pos. | Atlete                                  | Nazionalità | Punti        | Pos.         | Punti  | Pos.   |
| ---- | --------------------------------------- | ----------- | ------------ | ------------ | ------ | ------ |
|      | Patrick Hausding Sascha Klein           | Germania    | 439.11       | 1            | 463.20 | 1      |
|      | Viktor Minibaev Artëm Česakov           | Russia      | 421.11       | 2            | 458.76 | 2      |
|      | Oleksandr Horškovozov Dmytro Mezhenskyi | Ucraina     | 414.60       | 3            | 436.86 | 3      |
| 4    | Maicol Verzotto Francesco Dell'Uomo     | Italia      | 362.07       | 5            | 397.56 | 4      |
| 5    | Espen Valheim Daniel Jensen             | Norvegia    | 342.84       | 4            | 359.61 | 5      |
| 6    | Vadzim Kaptur Jaŭhen Karalëŭ            | Bielorussia | 374.97       | 6            | 352.77 | 6      |